# Döberkitz
Döberkitz (hornolužickosrbsky  Debrikecy) je místní část velkého okresního města Budyšín v Horní Lužici v německé spolkové zemi Sasko. Nachází se v zemském okrese Budyšín a má 39 obyvatel.

## Geografie
Döberkitz leží západně od centra města Budyšín. Nejvyšším bodem vsi je Hennersberg (250 m). Okolí zástavby je převážně zemědělsky využívané.

## Historie
První písemná zmínka pochází z roku 1466, kdy je vesnice uváděna jako Debreckwitz. Jako místní část obce Bolbritz se stalo Döberkitz roku 1969 součástí nově vytvořené obce Salzenforst-Bolbritz. Od roku 1994 byla vesnice součástí Kleinwelky a od roku 1999 náleží městu Budyšín. V roce 2007 se Döberkitz oficiálně stalo samostatnou místní částí.

## Obyvatelstvo
Vesnice náleží k lužickosrbské oblasti osídlení.

## Pamětihodnosti
- panský dům z poloviny 18. století, doplněný hospodářskými stavbami